# 1945년 엠파이어 스테이트 빌딩 B-25 폭격기 충돌 사고
1945년 엠파이어 스테이드 빌딩 B-25 충돌 사고는 1945년 7월 28일 발생한 항공 사고이다. 미국 육군 항공대 소속의 중형 폭격기인 B-25 미첼이 엠파이어 스테이트 빌딩에 충돌하였다. 이 충돌은 빌딩의 구조적 안정성에 큰 문제를 일으키진 않았지만, 승무원 3 명을 포함하여 14명이 사망하였고 피해액은 1백만 달러에 이르렀다. 이는 2016년 가치로 환산하면 약 1천 3백 3십만 달러 규모이다.

## 개요

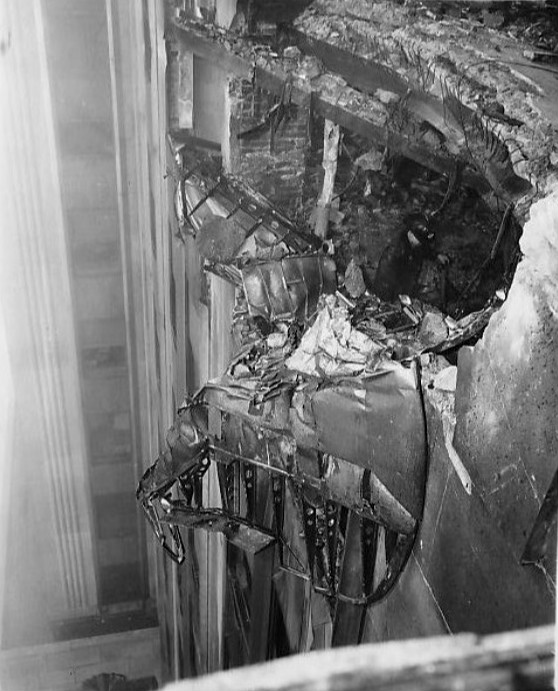
충돌 지점

1945년 7월 28일 토요일 B-25 미첼의 조종사 윌리엄 프랭클린 스미스 주니어는 베드포드 육군 비행장에서 뉴어크 리버티 국제공항으로 이동 중이었다. 스미스는 착륙 허가를 요청했지만 가시 거리가 매우 나빴다. 이 와중에 스미스는 짙은 안개 속에서 방향 감각을 잃었고, 크라이슬러 빌딩을 지난 후 왼쪽으로 돌려야 할 기수를 오른쪽으로 돌리고 말았다.
9시 40분 비행기는 엠파이어 스테이트 빌딩 북면의 78층과 80층 사이에 충돌하였다. 이로 인해 건물에는 5.5 m × 6.1 m의 구멍이 생겼다. 그 곳엔 미국 카톨릭 복지 협회가 자리하고 있었다. 비행기의 쌍발 엔진 가운데 하나가 떨어져 나와 남쪽 벽을 뚫고 270 m 아래로 추락하여 인근의 미술 화랑으로 쓰이던 팬트하우스 지붕에 떨어져 화재를 일으켰다. 나머지 엔진 하나와 랜딩 기어는 엘리베이터 줄에 걸렸다. 화재는 40여분 만에 진화되었다. 이는 당시로서는 사상 최초로 초고층에서 일어난 화재였다.
승무원 3명을 포함하여 14 명이 사망하였다. 승무원은 조종사 스미스와 병장 크리스토퍼 도미트로비치 그리고 해군 항공 기술자 앨버트 퍼나였다. 나머지 11 명은 빌딩 안에 있다 화를 입었다. 스미스의 시신은 사고가 난 지 이틀이 지나 발견되었는데, 엘리베이터 줄에 걸렸다 바닥으로 떨어져 있었다. 엘리베이터를 조종하던 베티 로우 올리버는 부상을 입었다. 구조대가 부상당한 그녀를 엘리베이터로 옮겼는데 사고로 약해진 엘리베이터 줄이 끊기는 바람에 추락하였다. 엘리베이터는 75층을 급속히 추락하여 바닥에 부딛혔다. 올리버는 엘리베이터의 추락에도 다행히 목숨을 건졌다. 기네스북에서는 아직도 올리버를 가장 높은 곳에서 엘리베이터가 추락하였는데도 살아난 사람으로 소개하고 있다.
큰 파손과 희생자에도 불구하고 엠파이어 스테이트 빌딩은 다음 월요일 사무를 위해 문을 열었다. 이 사고로 미국은 연방 불법행위 방지법을 개정하여 사고 피해자가 정부를 상대로 법을 소급 적용하여 소를 재기할 수 있도록 하였다.

## 같이 보기
- 9·11 테러